# Joshua (Haendel)
Pour les articles homonymes, voir Joshua.
Joshua (ou Josué), HWV 64, est un oratorio en trois actes composé entre le 19 juillet et le 19 août 1747 par Georg Friedrich Haendel, pour soprano, contretenor, ténors et  basse soli, chœur et orchestre.
La première eut lieu à Covent Garden le 9 mars 1748. L'orchestration très riche de cet oratorio suggère que la situation financière de Haendel était assurée. C'est une de ses œuvres qui ont eu le plus de succès de son vivant. Théodore Dubois réalisa une transcription pour grand orgue (publiée chez Durand à Paris) d'un des airs les plus fameux de la seconde partie de cet oratorio «Heroes, when with Glory Burning», qu'il intitula Marche-Gavotte.